# Stahlhagel
Stahlhagel (Originaltitel: The Young and the Brave) ist ein US-amerikanischer Kriegsfilm von Francis D. Lyon aus dem Jahr 1963, der zur Zeit des Koreakrieges spielt. Das Drehbuch basiert auf einer Erzählung von Ronald Davidson und Harry M. Scott. In Deutschland hatte der Film am 18. Oktober 1963 seine Kino-Premiere.

## Handlung
Drei amerikanische Soldaten, Sergeant Brent, Sergeant Kane und der Soldat Wilson, können aus der nordkoreanischen Kriegsgefangenschaft entfliehen. Von den Feinden verfolgt, versuchen sie, sich zu den amerikanischen Linien durchzuschlagen. Bei einem koreanischen Paar finden sie Unterschlupf. Das Paar wird danach von den Verfolgern getötet, während sich der Sohn Han zusammen mit seinem Hund, einem früheren Polizeihund, in den Hügeln verstecken kann. Brent nimmt sich des Jungen an, obwohl Kane dagegen ist.
Wilson wird durch eine Mine getötet. Die Übrigen treffen auf den ebenfalls entkommenen Corporal Estway, der es schafft, ein defektes Funkgerät zu reparieren. Bei einem Kampf können die Amerikaner ihre Verfolger töten. Dabei wird Han verwundet und von ihnen getrennt. Ein amerikanischer Helikopter landet, um die Soldaten zu retten. Brent und Kane erfahren, dass die Gegend bei Tagesanbruch bombardiert werden soll. Die beiden weigern sich, an Bord zu steigen. Sie wollen erst Han finden und retten.
Sie finden den Jungen tatsächlich, doch bei der Rettung wird der Hund getötet. Zurück im Hauptquartier können sich die beiden Sergeants erfolgreich gegen die Vorhaltungen, sie hätten die Rettung behindert, wehren. Brent, der eine Verwundung davongetragen hat, macht im Hospital Pläne, Han zu adoptieren. Nach dem Krieg nimmt er ihn mit in die USA.

## Kritiken
Für das Lexikon des internationalen Films ist der Film ein „tendenziöser US-Kriegsfilm.“
Der „Classic Film Guide“ merkt an, dass die Machart des Filmes an die damals beliebten „TV-Filme der Woche“ erinnere.

## Hintergrund
Vor seiner Tätigkeit als Regisseur war Francis D. Lyon ein erfolgreicher und oscarprämierter Filmeditor.